# Appetite for Destruction
| 전문가 평가                   | 전문가 평가 |
| 평가 점수                     | 평가 점수   |
| 출처                          | 점수        |
| ----------------------------- | ----------- |
| AllMusic                      | [ 3 ]       |
| Christgau's Record Guide      | B−          |
| Encyclopedia of Popular Music | [ 5 ]       |
| Entertainment Weekly          | A           |
| MusicHound Rock               | 5/5         |
| Pitchfork                     | 10/10       |
| Rolling Stone                 | [ 9 ]       |
| The Rolling Stone Album Guide | [ 10 ]      |
| Spin                          | [ 11 ]      |
| Sputnikmusic                  | 2/5         |

《Appetite for Destruction》은 1987년 7월 21일, 게펀 레코드에 의해 발매된 미국의 하드 록 밴드 건즈 앤 로지스의 데뷔 스튜디오 음반이다.
그 음반은 1987년에 거의 주목을 받지 못했다. 이 밴드가 〈Welcome to the Jungle〉, 〈Paradise City〉 그리고 〈Sweet Child o' Mine〉와 함께 순회 공연을 하고 난 후, 이것은 엄청난 상업적 성공이 되었다. 이 음반은 빌보드 200에서 1위를 차지했고 미국에서 11번째로 가장 많이 팔린 음반이 되었다. 전 세계적으로 3천만 장 이상이 팔린 이 음반은 역사상 가장 많이 팔린 음반 중 하나이다.
비록 비평가들은 원래 이 음반에 대해 양면적이었지만, 《Appetite for Destruction》은 그 이후 소급적인 찬사를 받았고 역사상 가장 위대한 음반 중 하나로 여겨졌다. 2018년에도 비슷한 환호를 받으며 리패션된 박스 형태로 재개관했다.

## 배경
건즈 앤 로지스의 첫 녹음은 결성 직후인 1985년 3월 계획된 EP를 위한 것으로, 〈Don't Cry〉는 〈Heartbreak Hotel〉, 〈Think About You〉, 〈Anything Goes〉의 커버곡이다. 그러나 오리지널 기타리스트 트레이시 건즈가 밴드를 떠나면서 슬래시로 대체되면서 발매 계획은 무산되었다. 얼마 지나지 않아 액슬 로즈, 더프 맥케이건, 슬래시, 스티븐 애들러, 이지 스트래들린의 클래식 라인업이 완성되었다.
로스앤젤레스의 클럽 무대에서 많은 투어를 한 후, 그 그룹은 1986년 3월에 게펀 레코드와 계약을 맺었다. 그 해 12월, 그룹은 스튜디오에서 일하기 위해 클럽 씬에서 탈퇴하는 동안 밴드에 대한 관심을 지속시키기 위해 고안된 4곡의 EP 《Live ?!*@ Like a Suicide》를 발매했다. 이 EP 음반은 음반사가 음반을 녹음하기에 충분한 노래가 없다고 느낀 것을 달래기 위해 고안되었다.

## 작곡 및 녹음
액슬 로즈는 이 음반에 수록된 많은 곡들이 밴드가 로스앤젤레스 클럽 서킷에서 공연하던 시기에 작곡되었으며, 이후 건즈 앤 로지스의 다른 음반에 수록된 여러 곡들도 《Appetite for Destruction》에 포함될 후보였다고 밝혔다. 여기에는 〈Back Off Bitch〉, 〈You Could Be Mine〉, 〈November Rain〉, 〈Don't Cry〉 등이 포함된다. 특히 〈November Rain〉이 《Appetite for Destruction》에 수록되지 않은 이유는, 이미 〈Sweet Child o' Mine〉을 음반에 수록하기로 결정해 "발라드" 곡이 하나 포함되었다고 판단했기 때문이라고 전해진다.
프로듀서 스펜서 프로퍼는 밴드와의 호흡을 시험하기 위해 〈Nightrain〉과 〈Sweet Child o' Mine〉 녹음을 맡게 되었다. 이 세션 동안 밴드는 〈Heartbreak Hotel〉, 〈Don't Cry〉, 〈Welcome to the Jungle〉, 〈Shadow of Your Love〉를 포함하여 총 아홉 곡을 프로퍼와 함께 녹음했다. 1986년 중후반에는 나자레스의 기타리스트 매니 찰턴과 함께 데모를 녹음했으며, 이 데모들은 2018년에 공개되었다. 밴드는 처음에 키스의 폴 스탠리를 프로듀서로 고려했으나, 스탠리가 스티븐 애들러의 드럼 세팅을 바꾸려고 하면서 애들러 본인이 원했던 것보다 더 많은 변경을 요구해 거절당했다. 로버트 존 "머트" 랭 역시 고려되었지만, 레이블 측이 유명 프로듀서에게 추가 비용을 지불하는 것을 꺼려하면서 무산되었다. 결국 마이크 클링크 (여러 트라이엄프 음반을 프로듀싱한 인물)가 선택되었고, 밴드는 그와의 테스트로 〈Shadow of Your Love〉를 먼저 녹음했다.
몇 주간의 리허설을 거친 후, 밴드는 1987년 1월에 대릴 드래건의 럼보 레코더스로 들어갔다. 기본 트랙 녹음에는 2주가 소요되었으며, 클링크는 최상의 테이크를 선택해 면도날로 테이프를 직접 잘라 이어 붙였다. 이후 한 달 동안 클링크는 매일 18시간씩 작업했으며, 슬래시는 오후와 저녁에 오버더빙을 하고, 로즈는 보컬 녹음을 진행했다. 슬래시는 만족스러운 기타 사운드를 찾기까지 고생했으나, 세이모어 던컨 알니코 II 픽업이 장착된 깁슨 레스폴 카피 모델과 마셜 앰프를 조합하여 문제를 해결했다. 그는 클링크와 함께 오랜 시간을 들여 솔로 파트를 다듬고 구조화하는 데 몰두했다. 음반의 총 제작비는 약 37만 달러였다. 드러머 스티븐 애들러에 따르면, 퍼커션 녹음은 단 6일 만에 끝났지만, 로즈의 보컬 녹음은 훨씬 더 오래 걸렸다. 로즈가 한 줄씩 녹음하기를 고집했기 때문이다. 그의 완벽주의 성향은 결국 다른 멤버들을 스튜디오에서 내몰게 만들었다. 최종 오버더빙과 믹싱은 미디어사운드 스튜디오에서, 마스터링은 뉴욕의 스털링 사운드에서 이뤄졌다.

## 커버 아트
이 음반의 오리지널 커버 아트는 로버트 윌리엄스의 회화 《Appetite for Destruction》을 기반으로 한 것이었다. 이 그림은 금속 복수자에게 처벌을 받기 직전의 로봇 강간범을 묘사하고 있었다. 여러 음악 소매업체들이 이 음반을 입고하기를 거부하자, 게펀 레코드 일부 임원들은 타협을 통해 논란이 된 커버를 음반 내부에 삽입하고, 커버를 밴드 다섯 명의 구성원을 상징하는 해골들과 켈트 십자가가 그려진 이미지로 교체하였다(위쪽 해골: 이지 스트래들린, 왼쪽 해골: 스티븐 애들러, 중앙 해골: 액슬 로즈, 오른쪽 해골: 더프 맥케이건, 아래쪽 해골: 슬래시). 2008년 이 음반의 바이닐 재발매 당시에는 원래 커버를 사용할 예정이었으나, 임원들이 마지막 순간에 해골 버전으로 다시 교체하였다. 2016년 인터뷰에서 이 커버 아트의 바탕이 된 십자가와 해골 문신을 디자인한 빌리 화이트 주니어는 다음과 같이 설명했다. "밴드처럼 보이게 해골들과 십자가를 만든 건 액슬의 아이디어였고, 나머지는 내가 한 일이었어요. 십자가 안의 매듭무늬는 액슬과 제가 모두 좋아하던 씬 리지에 대한 참조였습니다." 음반 뒷면과 라이너 노트에 사용된 사진은 로버트 존, 마크 캔터, 잭 루, 레너드 매카디, 그렉 프리먼이 촬영한 것이다.
밴드는 오리지널 커버 아트에 대해 "산업 시스템이 우리의 환경을 착취하고 오염시키고 있다는 것을 상징적으로 표현한 사회적 선언"이라고 설명했다. 이 음반이 양면 매체 (아날로그 레코드나 오디오 카세트)로 발매되었을 때, 일반적인 "A"면과 "B"면이 아닌 "G"면과 "R"면으로 표기되었다. 1번 트랙부터 6번 트랙까지 구성된 "G"면은 마약과 대도시에서의 거친 삶을 주제로 한 곡들로, "Guns" 측면을 나타낸다. 나머지 트랙들은 "R"면을 구성하며, 사랑, 성, 관계를 주제로 한 곡들로 "Roses" 측면을 의미한다. 2011년 《댓 메탈 쇼》와의 인터뷰에서 로즈는 원래 이 음반의 커버 아트로 1986년 《타임》 잡지 표지에 실렸던 챌린저 우주왕복선 폭발 장면 사진을 사용할 생각이었으나, 게펀 레코드 측에서 "무례하고 부적절하다"는 이유로 이를 거절했다고 밝혔다.

## 곡 목록
모든 곡들은 특별한 언급이 없는 한 건즈 앤 로지스에 의해 작사/작곡하였다.
| #  | 제목                      | 작사·작곡                   | 재생 시간 |
| -- | ------------------------- | --------------------------- | --------- |
| 1. | 〈Welcome to the Jungle〉 |                             | 4:31      |
| 2. | 〈It's So Easy〉          | 건즈 앤 로지스, 웨스트 아킨 | 3:21      |
| 3. | 〈Nightrain〉             |                             | 4:26      |
| 4. | 〈Out ta Get Me〉         |                             | 4:20      |
| 5. | 〈Mr. Brownstone〉        |                             | 3:46      |
| 6. | 〈Paradise City〉         |                             | 6:46      |

| #   | 제목                    | 작사·작곡                   | 재생 시간 |
| --- | ----------------------- | --------------------------- | --------- |
| 7.  | 〈My Michelle〉         |                             | 3:39      |
| 8.  | 〈Think About You〉     |                             | 3:50      |
| 9.  | 〈Sweet Child o' Mine〉 |                             | 5:55      |
| 10. | 〈You're Crazy〉        |                             | 3:16      |
| 11. | 〈Anything Goes〉       | 건즈 앤 로지스, 크리스 웨버 | 3:25      |
| 12. | 〈Rocket Queen〉        |                             | 6:13      |

## 인증
| 국가                                                                                         | 인증         | 판매량/출하량 |
| -------------------------------------------------------------------------------------------- | ------------ | ------------- |
| 아르헨티나 (CAPIF)                                                                           | 3× 플래티넘  | 180,000^      |
| 오스트레일리아 (ARIA)                                                                        | 7× 플래티넘  | 490,000       |
| 오스트리아 (IFPI 오스트리아)                                                                 | 플래티넘     | 50,000*       |
| 브라질 (Pro-Música Brasil)                                                                   | 플래티넘     | 250,000*      |
| 캐나다 (뮤직 캐나다)                                                                         | 다이아몬드   | 1,000,000^    |
| 덴마크 (IFPI Danmark)                                                                        | 4× 플래티넘  | 80,000        |
| 핀란드 (Musiikkituottajat)                                                                   | 골드         | 25,000        |
| 프랑스 (SNEP)                                                                                | 2× 골드      | 200,000*      |
| 독일 (BVMI)                                                                                  | 플래티넘     | 500,000^      |
| 이탈리아 sales in 1989                                                                       | —            | 150,000       |
| 이탈리아 (FIMI) since 2009                                                                   | 2× 플래티넘  | 100,000       |
| 일본 (RIAJ)                                                                                  | 플래티넘     | 200,000^      |
| 멕시코 (AMPROFON)                                                                            | 골드         | 100,000^      |
| 네덜란드 (NVPI)                                                                              | 플래티넘     | 100,000^      |
| 뉴질랜드 (RMNZ)                                                                              | 1× 플래티넘  | 15,000^       |
| 스웨덴 (GLF)                                                                                 | 골드         | 50,000^       |
| 스위스 (IFPI 스위스)                                                                         | 플래티넘     | 50,000^       |
| 영국 (BPI)                                                                                   | 4× 플래티넘  | 1,200,000^    |
| 미국 (RIAA)                                                                                  | 18× 플래티넘 | 18,000,000^   |
| *판매량을 기반으로 한 인증 · ^출하량을 기반으로 한 인증 · 판매량+스트리밍을 기반으로 한 인증 |              |               |

## 같이 보기
- 가장 많이 팔린 음반 목록
- 미국에서 가장 많이 팔린 음반 목록